# دوارتي باربوسا
دوارتي باربوسا (بالبرتغالية: Duarte Barbosa‏) (1480 في لشبونة، البرتغال - 1 مايو 1521 في الفلبين) كاتب برتغالي وضابط تابع لالهند البرتغالية بين 1500 و1517 وكاتب عمومي في كانور وأحيانا مترجم من اللغة المحلية مليالم. له كتاب دوارتي باربوسا وهو أحد أقدم أمثلة أدب الرحلات البرتغالي المكتوب في عام 1516 بعد وقت قصير من وصوله المحيط الهندي. في 1519 بدأ دوارتي باربوسا حملة الإبحار حول العالم الأولى بقيادة صهره فرناندو ماجلان حيث توفي في عام 1521 في معركة ماكتان في الفلبين.

## السفر الأول وكتاب دوارتي باربوسا
دوارتي باربوسا ابن ديوغو باربوسا وهو خادم الطبيب ألفارو من براغانسا الذين ذهبوا إلى الهند في عام 1501 في مشروع مشترك بين الطبيب ألفارو مع بارتولوميو ماركيوني وقبطان الأسطول البحري البرتغالي الهندي الثالث جواو دا نوفا. في عام 1500 قام عمه غونزالو جيل باربوسا بالسفر في أسطول بقيادة بيدرو ألفاريز كابرال إلى كوتشي وفي عام 1502 تم نقله إلى كانور. الأماكن التي وصفها دوارتي باربوسا تشير إلى أنه قد رافق عمه في هذه الرحلة إلى كوتشي وكانور. هناك دوارتي باربوسا تعلم لغة مالابار المحلية (مليالم). في عام 1503 كان هو مترجم فرانسيسكو دي البوكيرك في الاتصالات مع راجح من كانور. في عام 1513 وقع بصفته كاتب كانور رسالة إلى مانويل الأول ملك البرتغال. في عام 1514 استخدمه ألفونسو دي ألبوكيرك كمترجم في محاولة لتحويل ملك كوتشي كما ورد في رسالته إلى الملك. في عام 1515 أرسل البوكيرك دوارتي باربوسا إلى كوريكود للإشراف على بناء سفينتين اللتين من شأنهما أن تخدماه في رحلة استكشافية إلى البحر الأحمر الذي ربما يكون قد شارك في وقت لاحق تحت المحافظ الجديد. عاد دوارتي باربوسا إلى البرتغال حيث أنهى المخطوطة المعروفة باسم «كتاب دوارتي باربوسا» وانتهى في عام 1516 وفقا لمقدمة راموسيو حيث كتب روايات مفصلة عن الثقافات الأجنبية. تعرف أصلا من خلال شهادة الإيطالي جيوفاني باتيستا راموسيو حيث تم اكتشاف المخطوطة الأصلية ونشرت في أوائل القرن التاسع عشر في لشبونة.

## الطواف مع ماجلان
مستاء من عدم تعيينه في المنصب الوظيفي الذي يرغب فيه فقد قرر باربوسا الانضمام لعدة اجتماعات برتغالية في اشبيلية في جنوب إسبانيا. انضم والده ديوغو باربوسا إلى الطبيب ألفارو من براغانسا في المنفى في إشبيلية حيث أصبح ألفارو عمدة لينصب نفسه حاكما لقلعة إشبيلية. في عام 1516 انتقل فرناندو ماجلان إلى إشبيلية وأصبح صديق لديوغو باربوسا حيث تبادلا خبرات السفر إلى الهند. سرعان ما تزوج ماجلان ابنة باربوسا بياتريس ليصبح صهر دوارتي مما عزز من الروابط بين أسرتي باربوسا وماجالهايس.
في 10 أغسطس 1519 أبحر دوارتي باربوسا من إشبيلية على رحلة ماجلان جنبا إلى جنب مع صديقه جواو سيرياو. فضوله أدى عدة مرات إلى مغادرة البعثة مما أدى إلى انزعاج فرديناند ماجلان حتى قام الأخير بحبس دوارتي. في 2 أبريل 1520 كانت مساعدة دوارتي باربوسا حاسمة لإنهاء أعمال الشغب في بويرتو سان جوليان بالأرجنتين وبعد ذلك أصبح باربوسا قبطان فيكتوريا. طبقا لرواية انطونيو بغافتا فإنه بعد وفاة ماجلان في 21 أبريل 1521 في معركة ماكتان بالفلبين. كان دوارتي أحد القلائل الذين نجوا من المعركة حيث شارك جنبا إلى جنب مع جواو سيرياو. حاول باربوسا استعادة جسد ماجلان ولكن دون جدوى وفقا لذلك التقرير فقد حاول التخلي عن انريكي ملقا. على الرغم من عتقه فإنه وفقا لوصية ماجلان فإن دوارتي باربوسا أو جواو سيرياو الموكلان بتنفيذ الوصية هددا انريكي بتحويله عبدا لأرملة ماجلان. منذ ذلك الحين خاف انريكي وتآمر مع راجح هومابون. في 1 مايو 1521 تمت دعوتهم من قبل راجح لمأدبة على الشاطئ بالقرب من سيبو بالفلبين من أجل الحصول على هدية لملك أسبانيا. هناك قتل أو مات مسموما ضمن أشياء أخرى كثيرة. أحضر السكان الأصليين جواو سيرياو من أجل مبادلته بالأسلحة ولكن استطاع الطيار جواو كارفاليو تحريره من الأسر. اختفى انريكي منذ ذلك الحين.